# Jacopo Piccolomini-Ammannati
Jacopo Piccolomini-Ammannati (Villa Basílica, 8 de março de 1422 - Bolsena, 10 de setembro de 1479) foi um cardeal italiano do século XV.

## Vida pregressa
Nasceu em Villa Basílica, Pescia em 8 de março de 1422, diocese de Lucca. De uma família nobre empobrecida. O Papa Pio II o adotou em sua família e deu-lhe seu sobrenome, Piccolomini. Ele também está listado como Jacopo di Pavia; seu primeiro nome como Jacopo; e como Jacó; e seu sobrenome como Piccolomini-Ammannati; e apenas como Ammannati. Ele foi chamado de Cardeal de Pavia.
Estudos iniciais em Pescia; mais tarde, estudou em Florença sob a orientação de Carlo e Leonardo d'Arezzo, frequentando palestras dos estudiosos humanistas Giannozzo Manetti e Guarino Veronese; obteve o doutorado em jurisprudência em Siena.
Foi a Roma no Ano Jubilar de 1450 ao serviço do Cardeal Domenico Capranica. Secretário das letras latinas no pontificado do Papa Calisto III; confirmado naquele cargo em 19 de agosto de 1458 pelo novo Papa Pio II. Dada a honra de cidadania por Siena.

## Episcopado
Eleito bispo de Pavia em 18 de julho de 1460; tomou posse em 23 de julho de 1460. Consagrado (nenhuma informação encontrada).

## Cardinalato
Criado cardeal-presbítero no consistório de 18 de dezembro de 1461; recebeu o chapéu vermelho em 19 de dezembro e o título de S. Crisogono em 8 de janeiro de 1462. Em agosto de 1462, tornou-se vice-gerente do cargo de camerlengo do Sagrado Colégio dos Cardeais; ocupou o cargo até janeiro de 1463; camerlengo do Sagrado Colégio dos Cardeais, de 28 de janeiro de 1463 até 8 de janeiro de 1464. Acompanhou o papa em junho de 1464, mas teve que ir a Espoleto por causa da peste; reuniu-se novamente ao papa em Ancona em 25 de julho de 1464. Presente, em 14 de agosto de 1464, na morte do Papa Pio II, que lhe dirigiu suas últimas palavras; o cardeal relatou em sua “Memória” a viagem e os momentos finais da vida do papa.
Participou do conclave de 1464, que elegeu o Papa Paulo II; ele ajudou a eleger o novo papa, mas caiu em desgraça pouco depois. Em agosto de 1466, o cardeal se pronunciou a favor de uma ação forte contra o rei da Boêmia, Jiříz Kunštátu a Podiěbrad; o papa declarou o rei deposto em 23 de dezembro de 1466. Ele era amigo do cardeal Johannes Bessarion. Partiu para Siena em junho de 1471; regressou a Roma para participar no conclave de 1471, que elegeu o Papa Sisto IV; por estar indisposto, não pôde entrar no conclave até o segundo dia. O novo papa nomeou-o legado a latere em Perugia em 13 de setembro de 1471; ele deixou Roma para sua legação em 23 de setembro; retornou em 22 de fevereiro de 1472 e renunciou ao cargo em 28 de julho seguinte. Enviado para pacificar os florentinos e os sienenses, em 21 de outubro de 1472, em conflito por causa de suas fronteiras. Ele esteve ausente de Roma em outubro de 1473 para tratar de assuntos pessoais; voltou no dia 21 de novembro seguinte.
Cardeal de Pavia interveio perante o papa em favor de Nicola Vitelli, o tirano de Città di Castello e por causa de seu apoio, o cardeal caiu em desgraça. Em 5 de julho de 1475 recebeu a comenda do mosteiro cisterciense de Morimundo, arquidiocese de Milão; já havia renunciado à comenda dos mosteiros beneditinos de S. Lorenzo, Cremona; e S. Vittore, Milão. Eleito novamente camerlengo do Sagrado Colégio dos Cardeais em 10 de janeiro de 1476; ocupou o cargo até 15 de janeiro de 1477, exceto por uma breve ausência de Roma até 31 de maio. Promovido a ordem dos cardeais-bispos e a sé suburbana de Frascati em 17 de agosto de 1477. Nomeado administrador da sé metropolitana de Lucca em 24 de setembro de 1477. Ausente de Roma em novembro de 1477. É o autor da continuação dos "Commentari" do Papa Pio II, impressos em Milão em 1506. Mais tarde, escreve também uma "Vita dei papi", que se perdeu, como bem como vários outros trabalhos que permaneceram inéditos.
Morreu em 10 de setembro de 1479, San Lorenzo alle Grotte, perto de Bolsena. Seu corpo foi transferido para Roma no dia seguinte; apesar do seu desejo, formulado no seu testamento, de ser sepultado na basílica patriarcal do Vaticano, junto ao túmulo do Papa Pio II, os seus restos mortais foram sepultados na igreja de S. Agostino. Sua correspondência foi publicada em 1506. Sebastiano Paoli escreveu sua biografia em 1712.